# Salakanagara
Salakanagara được cho là vương quốc lịch sử cổ xưa nhất ở quần đảo Indonesia.
Người sáng lập vương quốc ở Tây Java này là Dewawarman - một người Ấn Độ di cư tới và xây dựng thế lực của mình bắt đầu bằng việc kết hôn với con gái của Aki Tarem, một thủ lĩnh người bản xứ. Những người Ấn Độ khác đi theo ông tới đây cũng kết hôn với phụ nữ bản xứ và định cư ở quê hương mới. Khi Aki Tarem qua đời, Dewawarman trở thành thủ lĩnh và thành lập vương quốc Salakanagara, xưng hiệu là Darmalokapala Dewawarman Aji Mercury Gate Sagara, và đóng đô ở Rajatapura. Salakanagara có nghĩa là đất nước bạc. Vị vua đầu tiên này đã sáp nhập một vài xứ khác vào vương quốc của mình, trong đó có Agnynusa (xứ Lửa) trên đảo Krakatoa.
Salakanagara trải qua 8 đời vua, từ năm 130 đến tận năm 362. Từ năm 362, Salakanagara bị sáp nhập vào vương quốc Tarumanagara.